# Saison 3 de Diriliş: Ertuğrul
Chronologie
Saison 2 Saison 4
Cet article présente le guide de la troisième saison de la série télévisée turque Diriliş: Ertuğrul.
La saison 3 et par conséquent la saison 4, ont été les deux seules saisons à être tournées à Nevşehir plutôt qu'à Riva (en).

## Distribution

### Acteurs principaux
- Engin Altan Düzyatan : Ertuğrul Bey
- Hülya Korel Darcan : Hayme Hatun
- Esra Bilgiç : Halime Hatun
- Cengiz Coşkun : Turgut Alp
- Nurettin Sönmez : Bamsı Beyrek
- Kürşat Alnıaçık : Ural Bey
- Çağdaş Onur Öztürk : Commandant Vasilius
- Cem Uçan : Aliyar Bey

### Acteurs récurrents
- Gülçin Santırcıoğlu : Çolpan Hatun / Ekaterina
- Cavit Çetin Güner : Doğan Alp
- Burçin Abdullah : Hafsa Hatun / Helena
- Gökhan Bekletenler : Haçaturyan Usta
- Gülsim Ali : Aslıhan Hatun
- Ayberk Pekcan : Artuk Bey
- Osman Soykut : Ibn Arabi
- Lebip Gökhan : Ustad Simon
- Gökhan Karacık : Derviş Ishak
- Osman Albayrak : Batuhan Alp
- Celal Al Nebioğlu : Abdurrahman Alp
- Edip Zeydan : Dumrul Alp
- Gökhan Oskay : Kaya Alp
- Melih Özdoğan : Samsa Alp
- Arda Öziri : Göktuğ Alp
- Ezgi Esma Kürklü : Banu Çiçek Hatun
- Batuhan Karacakaya : Dündar Bey
- Murat Garipağaoğlu : Emir Sa'd al-Din Köpek (en)
- Sedef Sahin : Maria
- Elif Sümbül Sert : Amanda
- Cenk Kangöz : Philip
- Firat Topkorur : Tüccar Hasan / Petrus
- Yaman Tumen : Gündüz Alp jeune
- Mehmet Pala : Kutluca Alp
- Erden Alkan : Candar Bey

### Invités
- Serdar Gökhan : Suleyman Shah
- Serhat Barış : Tristan
- Mert Soyyer : Aleko
- Burak Hakkı : Sultan Alaeddin Kay Qubadh Ier / Abou Mansour
- Cemal Hünal : Tekfur Ares / Ahmet

## Résumé de la saison
Les pauvres nouveaux arrivants de Kayı affrontent Ural Bey des riches vétérans du commerce de Çavdar. Bien qu'Ural ne soit pas le Bey de sa tribu, il recherche de plus en plus de pouvoir, devenant jaloux des Kayi chaque fois que quelque chose de bon arrive à la petite tribu. Pendant ce temps, les Templiers qui ont infiltré Hanlı Pazar, dirigé par Hancı Simon, cherchent à tuer Ertuğrul comme il l'a fait aux Templiers il y a des années. Ertuğrul bat Hancı Simon et conquiert Hanlı Pazar, laissant Ural plus jaloux que jamais. Quand l'Ural est accusé d'avoir tué le Tekfur de Karacahisar et d'avoir causé des problèmes aux Kayi, Ural est condamné à mort, cependant, il est sauvé par l'émir sournois Sa'd al-Din Köpek (en). Après la mort de Candar, le Çavdar Bey et le père d'Ural, ce dernier cherche l'aide du nouveau Tekfur de Karacahisar, Vasilius, qui veut débarrasser les Turcs de la terre, mais est tué par Ertuğrul dans une tentative de devenir le Bey de la Çavdar. Lorsque Vasilius tente de tendre une embuscade au Sultan Selçuk, il échoue et est tué par Ertuğrul. Pour cette raison, le sultan fait d'Ertuğrul l'Uç Bey en colère contre l'émir Saadettin qui veut mettre fin à Ertuğrul. À la fin de la saison, Ertuğrul tombe dans une embuscade tendue par le nouveau Tekfur de Karacahisar, Ares.

## Épisodes
1. La résurrection d'une nation (Bir Milletin Dirilişi)[2]
2. C'est un temps de conquête (Fetih Vaktidir)[3]
3. Suivre la vérité. Première partie (Hakikatin Pesinde. İlk kısım)[4]
4. Suivre la vérité. Deuxième partie (Hakikatin Pesinde. İkinci kısım)[5]
5. Esprit de résurrection (Diriliş Ruhu)[6]
6. Temps pour l'unité (Birlik Zamanı)[7]
7. Cas heureux (Kutlu Dava)[8]
8. Jour de la vengeance (İntikam Günü)[9]
9. Heureuse victoire (Kutlu Zafer)[10]
10. Pour la conquête (Fetih Içın)[11]
11. Sur le chemin de notre Seigneur (Beyimizin Yolunda)[12]
12. Nous mourons mille ressusciter (Bir Ölür Bin Diriliriz)[13]
13. Vers la victoire (Zafere Doğru)[14]
14. Jour du compte (Hesap Günü)[15]
15. Justice poétique (İlahi Adalet)[16]
16. La justice se manifestera (Adalet Tecelli Edecek)[17]
17. Notre cas est un (Davamız Bir)[18]
18. Qui nous sommes (Kimiz Biz)[19]
19. Nous avons juré (Yemin Ettik)[20]
20. Notre objectif (Gayemiz)[21]
21. Marcher ensemble (Birlikte Yürümek)[22]
22. Vive l'enfer pour les malfaiteurs (Zalimler İçin Yaşasın Cehennem)[23]
23. Bien (İyi)[24]
24. Mal (Kötü)[25]
25. Allah soutient la bonté (Allah İyiliği Destekler)[26]
26. Vasilius (Vasilius)[27]
27. Plus haute. Première partie (Daha Yüksek. İlk kısım)[28]
28. Plus haute. Deuxième partie (Daha Yüksek. İkinci kısım)[29]
29. Un chien est un chien (Bir Köpek Bir Köpektir)[30]
30. Désespoir après bonheur (Mutluluktan Sonra Umutsuzluk)[31]